# Altamira, Huayacocotla
Altamira är en ort i Mexiko.   Den ligger i kommunen Huayacocotla och delstaten Veracruz, i den sydöstra delen av landet, 140 km nordost om huvudstaden Mexico City. Altamira ligger 1 760 meter över havet och antalet invånare är 146.
Terrängen runt Altamira är kuperad söderut, men norrut är den bergig. Runt Altamira är det ganska glesbefolkat, med 28 invånare per kvadratkilometer. Närmaste större samhälle är Ojo de Agua, 3,5 km väster om Altamira. I omgivningarna runt Altamira växer i huvudsak blandskog.